# Реки Сирии
По территории Сирийской Арабской Республики протекает 21 (16) крупных рек (включая притоки), 12 (5) из которых — трансграничные. Крупнейшими протекающими через Сирию реками являются Тигр и Евфрат (обе также протекают через Турцию, Иран и Ирак). Большая часть страны засушливая, около 78 % осадков испаряется. Лишь на четверти сирийской территории выпадает более 500 мм/год осадков. Многие реки в стране — пересыхающие (вади).
Все крупнейшие реки страны пересекают её границу.
Водопользование трансграничных рек регулируется договорами, заключёнными Сирией с Ливаном, Иорданией, Ираком и Турцией.
Как правило, сирийские реки разделяют на 7 крупных бассейнов: Ярмука (площадь — 5764 км²), Барада и Эль-Ааваджа (бессточный, площадь — 8630 км²), прибрежный (площадь — 5049 км²), Эль-Аси (площадь — 18362 км²), Евфрата (площадь — 51238 км²), Тигра и Хабура (площадь — 21129 км²), и пустынный (площадь — 70786 км²). Прибрежный бассейн состоит из 28 бассейнов небольших рек (длиной до 50 км), впадающих в Средиземное море. Многие из них пересыхающие.
На сирийских реках возведено более 160 плотин, большинство из них было построено с 1963 по 2001 годы. Крупнейшей из инх является плотина Табка на Евфрате, образовавшая водохранилище Эль-Асад, важнейший источник водоснабжения в Сирии.
Пересыхание сирийских рек во время засухи 2006—2011 годов привело к гибели урожаев и перебоям водоснабжения, и являлось одной из причин начавшейся в 2011 году гражданской войны. Во время войны контроль над реками и водохранилищами был важен для воюющих сторон, так как от них зависел контроль над водоснабжением и электроснабжением региона.
Кроме военных действий, несколько важных факторов угрожают сирийским рекам. Изменение климата приводит к всё более тяжёлым засухам. Переиспользование грунтовых вод приводит к пересыханию некоторых рек, например, Хабура. Наблюдается загрязнение воды тяжёлыми металлами. Кроме того, с 1974 года Турция построила более 20 плотин на Тигре и Ефврате, что значительно сократило объём воды, достающейся сирийской стороне.

## Список крупнейших рек Сирии
| №  | Русское название | Сирийское название   | Общая длина (км) | Длина на территории Сирии (км) | Площадь бассейна | Впадает в                | Мухафаза                      |
| -- | ---------------- | -------------------- | ---------------- | ------------------------------ | ---------------- | ------------------------ | ----------------------------- |
| 1  | Евфрат           | الفرات               | 2880             | 610                            | 440000           | Шатт-эль-Араб            | Халеб, Эр-Ракка, Дайр-эз-Заур |
| 2  | Хабур            | خابور                | 477              | 402                            | 37081            | Евфрат                   | Эль-Хасака, Дайр-эз-Заур      |
| 3  | Эль-Аси          | العاصي               | 485/404          | 366                            | 26530/22300      | Средиземное море         |                               |
| 4  | Кувайк           | قويق                 | 202              | 155                            |                  | Бессточная               | Халеб                         |
| 5  | Белих            | البليخ               | 202              | 116                            | 14400            | Евфрат                   | Эр-Ракка                      |
| 6  | Джаг-Джаг        | جقجق                 | 124              | 100                            |                  | Хабур                    | Эль-Хасака                    |
| 7  | Нахр-эль-Кебир   | النهر الكبير الجنوبي | 96               | 96                             |                  | Средиземное море         | Хомс, Тартус                  |
| 8  | Барада           | بردى                 | 65               | 65                             | 2400/8600        | Бессточная               | Дамаск                        |
| 9  | Африн            | عفرين                | 136              | 74                             |                  | Эль-Аси                  |                               |
| 10 | Эль-Аавадж       | الأعوج               | 91               | 91                             | 1480             | Оз. Хиджана (бессточная) | Дамаск                        |
|    | Ярмук            | اليرموك              | 60               | 48                             |                  | Иордан                   |                               |